# Tullio Patassini
Tullio Patassini (Treia, 3 ottobre 1970) è un politico italiano.

## Biografia
Dal 2004 al 2014 è stato consigliere comunale e assessore di Treia per una lista civica.
Alle elezioni politiche del 2018 è eletto deputato della Lega. È membro dal 2018 della XIII Commissione agricoltura nonché della Commissione parlamentare di inchiesta sulle attività illecite connesse al riciclo dei rifiuti e su illeciti ambientali e attività correlate.